# Ванденберг (военновъздушна база)
Вижте пояснителната страница за други значения на Ванденберг.
ВВС базата Ванденберг е американска военна база и космодрум в окръг Санта Барбара в щата Калифорния. Вандерберг е дом на няколко военни подразделения и място за тестване на междуконтинентални балистични ракети.
В базата се е строяло съоръжение за изстрелване на космически совалки и е почти завършено, когато се случва инцидентът със совалката Чалънджър. След инцидента плановете за изстрелване на совалки от Вандерберг отпадат.

## Комплекси за космически изстрелвания

### SLC 2
Използвал се е за изстрелвания на ракети Тор и Делта. Използва се за изстрелвания на ракети Делта II.

### SLC 3 Изток
Използвала се е за изстрелвания на ракети Атлас и Атлас I. Използва се за изстрелвания на ракети Атлас V.

### SLC 3 Запад
Използвала се е за изстрелвания на ракети Атлас и Тор. Използва се за изстрелвания на ракети Фалкън 1.

### SLC 6
Използвала се е за изстрелвания на ракети Атина. Използва се за изстрелване на ракети Делта IV.

### SLC 8
Използва се за изстрелване на ракети Минотавър.